# Jean Schmit
Pour les articles homonymes, voir Schmit.
Jean Schmit dit Jängy Schmit, né le 9 août 1931 à Dudelange et mort le 28 octobre 2010 à Esch-sur-Alzette, est un coureur cycliste luxembourgeois. Professionnel de 1953 à 1965, il a notamment été huit fois champion du Luxembourg de cyclo-cross.

## Palmarès sur route

### Par année
- 1950
  - 1re étape du Tour d'Autriche
- 1952
  - 3ea et 3eb étapes de la Flèche du Sud
- 1953
  - 1rea étape de la Flèche du Sud (contre-la-montre par équipes)

### Résultats sur les grands tours

#### Tour de France
3 participations
- 1953 :  72e
- 1954 :  abandon (11e étape)
- 1956 :  abandon (11e étape)

## Palmarès en cyclo-cross
- 1955
  -  Champion du Luxembourg de cyclo-cross
  - 2e du Grand Prix du Nouvel-An
- 1956
  -  Champion du Luxembourg de cyclo-cross
  - Grand Prix du Nouvel-An
  - 8e du championnat du monde de cyclo-cross
- 1957
  -  Champion du Luxembourg de cyclo-cross
  - Grand Prix du Nouvel-An
  - 9e du championnat du monde de cyclo-cross
- 1958
  -  Champion du Luxembourg de cyclo-cross
  - Grand Prix du Nouvel-An
  - 7e du championnat du monde de cyclo-cross
- 1959
  - Grand Prix du Nouvel-An
  - 2e du championnat du Luxembourg de cyclo-cross
  - 5e du championnat du monde de cyclo-cross
- 1960
  -  Champion du Luxembourg de cyclo-cross
- 1961
  -  Champion du Luxembourg de cyclo-cross
  - Grand Prix du Nouvel-An
- 1963
  -  Champion du Luxembourg de cyclo-cross
- 1965
  -  Champion du Luxembourg de cyclo-cross